# Bonaventure Petit
Bonaventure François Joseph Petit (Prada, Conflent, 14 d'octubre de 1811 - Perpinyà, Rosselló, 3 de març de 1901) va ser un professor de piano, organista i compositor nord-català.

## Biografia

### Joventut
Bonaventure Petit va néixer el 14 d'octubre de 1811 (a les sis de la matinada) a Prada. Era fill del perruquer Félix Petit i de Thérèse Bès, sense professió. Era el cinquè de nou germans. Les seves necrologies i biografies ens informen que era alumne del Petit Seminari de Prada i que va rebre classes de violí del seu pare, i del germà Pascual, monjo franciscà expulsat d'Espanya, les primeres lliçons de piano i harmonia. Més tard va marxar a París, on va seguir els seus estudis amb Jacques Fromental Halévy (harmonia i composició) i Louis James Alfred Lefébure-Wély (orgue) Fins ara, cap evidència confirma aquesta informació.

### Inicis
Des que el 1829, amb 19 anys, es va instal·lar al carrer Gran de Sant Jaume de Perpinyà, Bonaventure Petit va assumir paral·lelament les funcions d'organista, presumiblement a l'església de Santa Maria de la Real (Perpinyà) i professor de piano al Pensionat del Sagrat Cor. A poc a poc, es dona a conèixer en la societat perpinyanenca El gener de 1833, va donar un primer concert, el novembre de 1839, va crear la seva primera missa per solistes, cor i orquestra, al març de 1842, el seu primer Stabat Mater. Durant aquest període, el 29 de gener de 1835, es va casar amb Marie Francès, sense professió, de 20 anys. D'aquesta unió nasqueren sis fills, entre ells Émile Petit (1846-1923) que seguirà una carrera musical a la imatge del seu pare. La filla major d'Émile Petit, Marie Antoinette (1873-1942), professora i compositora de piano, es casarà a Perpinyà el 10 de febrer de 1903 amb l'escultor Jean-Baptiste Belloc.

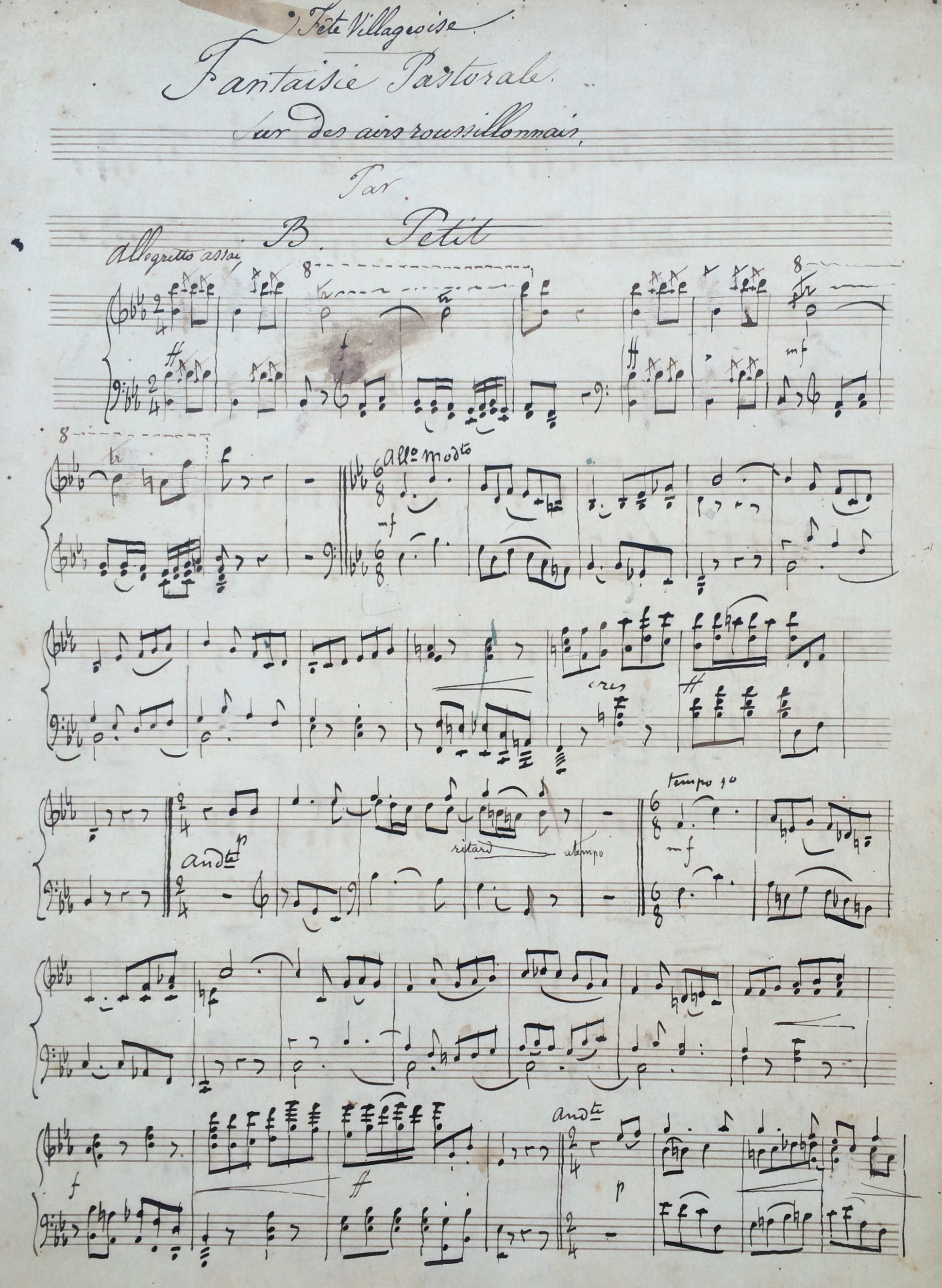
Transcripció per piano de la Festa vilatana sobre aires rossellonesos

### Reconeixements
En març de 1845, després d'un concurs, és nomenat organista titular del gran orgue de la catedral de Sant Joan Baptista de Perpinyà. Independentment del cas, rep 1.200 francs l'any de sou. Aquest nomenament demostra una promoció social real. Aquest tercer període de la seva vida coincideix amb la creació de gairebé totes les seves obres que inclouen una gran òpera, Velléda (1853), tres òperes còmiques, Gérardo ou l'Orphelin de Pietra-Santa (1846), Le bailli du village (1860) i La clochette d'amour (1861) escrits per al Teatre Municipal de Perpinyà, divuit misses, una de Rèquiem (1864) per solistes, cor i gran orquestra a la memòria de Monsenyor Philippe Gerbet, tres Stabat Mater (1842, 1866 i 1874), motets, música simfònica, peces per piano, melodies, cants patriòtics … No té cap obra per òrgan, malgrat la insistència dels seus contemporanis en posar per escrit les seves improvisacions jugades durant els nombrosos serveis de la catedral. A l'òrgan, va reivindicar que tenia per mestres als organistes Lefébure-Wély i Fessy. El 1894 fou nomenat professor d'harmonia i piano (homes) a l'Escola Nacional de Música de Perpinyà. Com es pot veure des dels informes d'inspecció, la seva gran edat no li permetrà continuar amb les seves classes. Bonaventure Petit va morir el 3 de març de 1901 a Perpinyà a l‘edat de 89 anys. És sebollit al cementiri de Sant Martí de Perpinyà.
| « | « Tot plegat el mestre no va tenir renom a França per viure en un teatre menys restringit. Forçat mentre mirava a si mateix i es limitava a Perpinyà, es va replegar i no va entrar en contacte amb famosos que s'han succeït a França des de París. L'artista cristià des del punt de vista professional ha guanyat però la seva fama ha perdut. Això explica per què la majoria de les seves obres han estat enterrades a la seva biblioteca. Els excavadors del futur trobaran veritables tresors inexplorats. » | » |

## Obres
Les obres d'aquest músic es conserven principalment al Departament de Música de la Biblioteca Nacional (Lloc Richelieu-Louvois), als Arxius departamentals dels Pirineus Orientals (Fons 89 J i 124 J) així com a la Mediateca central de Perpinyà.
El fons 124 J dipositat per Jacqueline Molins i Jean-Louis Pech, descendents de Bonaventure Petit, conserva les obres d'aquest músic.
| Cota                                    | Obra | Fitxa de catalogació |
| --------------------------------------- | --- | --- |
| 124J7                                   | Missa de Rèquiem | Missa n. 8 o Missa de rèquiem. Manuscrit, 1864, [219 p.], 33cm. Solistes i cor mixt amb acompanyament d'una gran orquestra. "A la memòria de Monsenyor Gerbet, bisbe de Perpinyà Missa de Requiem (8a missa), composta per B. Petit, organista de la catedral de Perpinyà. Aquesta missa va ser cantada per primera vegada, l'11 d'agost de 1864, al funeral del bisbe Gerbet, bisbe de Perpinyà." |
| 124J8 124J9 124J10 124J23 124J24 124J25 | Misses | Missa n. 9. Manuscrit, [ca 1865-1870], [56 p.], 35 cm. Missa n. 17. Manuscrit, [ca 1890], [33 p.], 37 x 29 cm. Missa en mi b major. Missa a 4 parts. Manuscrit, [ca 1880], [13 p.], 36 x 28 cm. Missa. Manuscrit, Sense data, 69 p., 35 x 26,5 cm. Missa breu. Manuscrit, Sense data, 43 p., 34 x 26 cm. Missa n. 5. Manuscrit, Sense data, 124 p., 35 x 27 cm. |
| 124J22                                  | Oratori | "Alegria dels pastors a la vista de Jesús naixent (Nadala)." Manuscrit, Sense data [53 p.], 36,5 x 27,5 cm. Part del gran òrgan, parts dels cors, material d'orquestra i conductor. |
| 124J11                                  | Stabat Mater n°1 | Stabat Mater n°1. Manuscrit, [1842], [117 p.], 34 cm. cor d'homes (alts, tenors, baixos) amb acompanyament d'un quartet de cordes. 1a execució : Perpinyà, Església de Santa Maria de la Real, dijous 24 març 1842 [Dijous Sant]. |
| 124J12                                  | Stabat Mater n. 2 | Stabat Mater n. 2 1a execució : Perpinyà, Capella de les Germanetes dels Pobres, dimars 27 març 1866. - Manuscrit, Sense data, 129 p., 35,5 x 27 cm. Conductor orchestra i cor. - Manuscrit, Sense data, 87 p., 35,5 x 27 cm. Solos, duos, trio, quartet i cor alternat amb el cant de l'església o amb l'orgue i amb acompanyament d'harmònium i de piano. - Manuscrit, Sense data, [25 p.], 36 x 27 cm. Part per piano. - Manuscrit, Sense data, [87 p.], 26 cm. Solos, duos, trios i cor amb acompanyament d'orgue o d'harmònium alternats amb el gran orgue o el cant. |
| Velléda                                 | « Velléda », gran òpera tragilírica en quatre actes, lletres de M. Camps. Conductor, Manuscrit, [1853], [440 p.], 35 cm. Papers : Quintili Var (fa), Armini (ut 4), Freymold (fa), el prefecte del camp, un guerrer gal (fa), Quintília (Velléda) (ut 1), Thuzelda (sol). Inc. : « La vida és incerta, beurem al déu de l'atzar! » A noter : 1a representació a Perpinyà, teatre de la vila, el 7 abril 1853. | |
| 124J18                                  | L'agutzil de la vila | « L'Agutzil de la vila », òpera còmica en tres actes, lletres de M.***. Conductor, Manuscrit, [1860], [393 p.], 35 cm. Rôles : Le Bailli (fa), Beatrix (sol), Jeannette (sol), Lucile (ut 1), Raymond (fa), Gérard (ut 4), Tobie (sol), le Greffier. Inc. : « Amics uns instants i Monsenyor és entre nosaltres. » A notar : 1a representació a Perpinyà, teatre de la vila, febrer 1860. |
| 121J21                                  | Festa vilatana, simfonia pastoral amb cor | « Festa vilatana », simfonia pastoral amb cor. Aquesta simfonia reprèn els aires coneguts com « Lou Pardal », «Lous goigs dals ous » ou encore « Mountagnas ragaladas » (ortografia de B. Petit). A notar : 1a representació a Perpinyà, plaça del viver, música de la línia 17e regiment infanteria de línia sota la direcció de Certon, desembre de 1867. - Manuscrit, Sense data, 90 p., 34 x 26,5 cm. « A Monsieur Justin Durand, simfonia pastoral sobre aires rossellonesos (amb cor ad libitum) ». cor mixt ad libitum amb acompanyament d'una gran orquestra. - Manuscrit, Sense data, [50 p.], 28 x 34,5 cm. Conductor de la versió per orquestra de coure (sens cor). - Manuscrit, Sense data, [16 p.], 35,5 x 27 cm. « Festa vilatana. Fantasia pastoral sobre aires rossellonesos ». Versió per piano (sens cor). |

Altres obres
- 1846 : Gerardo, òpera còmica en 2 actes (creada al Teatre Municipal de Perpinyà, es va representar per primera vegada en 2018 a Perpinyà i Céret);[22]
- 1896 : Retour à Banyuls, barcarola.[23]